# Igor Bališ
Igor Bališ (* 5. ledna 1970, Križovany nad Dudváhom, Československo) je bývalý slovenský fotbalový obránce a reprezentant. Mimo Slovensko působil na vrcholové úrovni v Anglii v klubu West Bromwich Albion FC.
Velkou část kariéry strávil v klubu FC Spartak Trnava, kde působil po skončení kariéry jistou dobu i jako vedoucí A-mužstva.
Jeho syny jsou fotbalisté Denis Bališ (* 1992) a Boris Bališ (* 1993).

## Klubová kariéra
Bališ započal svou fotbalovou kariéru v dresu FC Spartak Trnava, kde odehrál více než deset sezón. V roce 2000 trenér Spartaku Anton Jánoš obměnil kádr a Igor Bališ následně absolvoval krátkodobou anabázi ve Slovanu Bratislava, který tehdy koučoval bývalý trnavský trenér Stanislav Jarábek.
Ze Slovanu zamířil v listopadu 2000 do anglického West Bromwich Albion FC. V dresu WBA se přičinil k postupu do Premier League v sezóně 2001/02. V roce 2003 mu skončilo ve Velké Británii pracovní povolení (Slovensko tehdy ještě nebylo členem Evropské unie), výjimku nedostal a tak se vrátil na Slovensko. Krátce působil v Dunajské Strede a poté v nižších rakouských soutěžích. V evropských pohárech nastoupil v 6 utkáních.

## Reprezentační kariéra
V A-mužstvu Slovenska debutoval 8. 5. 1995 v přátelském utkání v Bratislavě proti reprezentaci České republiky (remíza 1:1).
Za slovenský národní tým nastoupil v letech 1995–2001 celkem ve 41 utkáních a dal 1 gól. V roce 2000 se zúčastnil japonského turnaje Kirin Cup.

### Reprezentační zápasy a góly
Zápasy Igora Bališe za A-mužstvo Slovenska
| Rok    | Zápasy | Góly |
| ------ | ------ | ---- |
| 1995   | 5      | 0    |
| 1996   | 5      | 0    |
| 1997   | 8      | 0    |
| 1998   | 8      | 0    |
| 1999   | 4      | 0    |
| 2000   | 8      | 1    |
| 2001   | 3      | 0    |
| Celkem | 41     | 1    |

Góly Igora Bališe za A-mužstvo Slovenska
| Gól | Datum       | Stadion                                 | Soupeř | Skóre | Výsledek | Soutěž          |
| --- | ----------- | --------------------------------------- | ------ | ----- | -------- | --------------- |
| 010 | 15. 2. 2000 | Estadio Playa Ancha, Valparaíso, Chile, | Chile  | 00:1  | 0:2      | přátelský zápas |